# Vinica (Croazia)
Vinica   è un comune della Croazia di 3 747 abitanti della regione di Varaždin.